# Guamá, Cuba
Guamá là một đô thị ở tỉnh Santiago de Cube của Cuba. Đô thị này nằm ở tây nam tỉnh, nằm trên phần lớn bờ tây biển Caribe của Santiago de Cuba. Thủ phủ đô thị này ở thị trấn Chivirico. Tên gọi được đặt teho Guamá, người Taíno lãnhd đạo cuộc nổi dậy chống người Tây Ban Nha thập niên 1530.
Phía tây là đường Granma, một tuyến đường chạy dọc theo bờ biển nam Cuba từ tỉnh Santiago de Cuba đến tỉnh Granma.

## Thông tin nhân khẩu
Năm 2004, đô thị Guama có dân số 35.516 người. Diện tích là 965 km² (372,6 mi²), với mật độ dân số là 36,8người/km² (95,3người/sq mi).